# 50-й отдельный лыжный батальон
50-й отдельный лыжный батальон — воинская часть вооружённых сил СССР в Великой Отечественной войне.

## История
Батальон формировался с ноября 1941 года в Свердловске. При формировании батальон насчитывал в трёх ротах 560 человек.
В действующей армии с 1 января 1942 по 1 апреля 1942 года.
В декабре 1942 года направлен на Волховский фронт, поступил в распоряжение 59-й армии.
Принимал участие в Любанской операции. В начале операции 1942 года действует в составе армии, с 13 января 1942 года наступает через Волхов, однако без успеха.
С 25 января 1942 года передан во 2-ю ударную, и несколько позднее, в феврале 1942 года после укомплектования лошадьми и материальной частью и пополнения в районе Борисово, введён в прорыв, который был создан войсками 2-й ударной армии у Мясного Бора. Был придан 23-й стрелковой бригаде, где получил наименование 3-го стрелкового батальона бригады. Действовал вместе с бригадой до 18 февраля 1942 года, когда батальон был снят с позиций в районе Филипповичей и переброшен к Красной Горке, в 15 километрах от Любани. В боях у Красной Горки февраля-марта 1942 года был практически уничтожен.
14 марта 1942 года батальон был расформирован.

## Подчинение
| Дата            | Фронт (округ)    | Армия             | Корпус | Примечания |
| --------------- | ---------------- | ----------------- | ------ | ---------- |
| 01.01.1942 года | Волховский фронт | 59-я армия        | -      | -          |
| 01.02.1942 года | Волховский фронт | 2-я ударная армия | -      | -          |
| 01.03.1942 года | Волховский фронт | 2-я ударная армия | -      | -          |